# Alma Söderhjelm
Alma Söderhjelm, née le 10 mai 1870 à Viborg et morte le 16 mars 1949 à Stockholm, est une historienne finlandaise de langue suédoise. Elle est la première femme professeure en Finlande.

## Carrière universitaire
Après avoir obtenu un diplôme d'histoire, Alma Söderhjelm passe 3 ans à Paris, préparant une thèse de doctorat. Celle-ci, intitulée Le Régime de la presse pendant la Révolution française, est soutenue en 1900.
À la suite de cette thèse, l'université lui propose un poste d'enseignante du supérieur. Cette nomination est retardée jusqu'en 1906, à cause de problèmes politiques liés à son père et son frère. L'empereur est alors inquiet de la possibilité qu'une femme puisse, après la nomination d'une femme à un poste universitaire en Finlande, formuler une requête similaire en Russie.
En 1906, elle est devient finalement la première femme maîtresse de conférence de Finlande. Elle reste à ce poste jusqu'en 1927. Elle devient ensuite titulaire de la chaire d'Histoire Générale à l'Åbo Akademi, et donc la première femme à atteindre le grade de professeur, en Finlande.
Elle a aussi, dans le cadre de son travail universitaire, contribué à l'édition de la correspondance de Marie-Antoinette avec le gentilhomme suédois Axel de Fersen, mais aussi avec certains révolutionnaires français.

## Autres activités
Alma Söderhjelm est aussi journaliste au Åbo Underrättelser. Elle a également écrit des romans, de la poésie, et des mémoires en cinq volumes. Elle a aussi co-écrit le scénario de Le Vieux Manoir (1923), réalisé par Mauritz Stiller.
Elle était aussi engagée politiquement. Elle participe à de la contrebande de journaux entre la Finlande et la Suède, et aide les militaires volontaires à passer de Suède en Allemagne.

## Ouvrages
- Le régime de la presse pendant la révolution française. Tome 1. Helsinki. 1900. – Väitöskirja
- Le régime de la presse pendant la révolution française. Tome 2. Paris: H. Welter 1901.
  - Le régime de la presse pendant la révolution française. 1–2. Genève: Slatkin reprints, 1971.
- Föreningen de Blindas Vänner i Finland 1887–1903. Helsinki: De Blindas Vänner, 1903.
- Kulturförhållanden under franska revolutionen. 1–2. Helsinki: Hagelstams förlagsaktiebolag, 1903.
  - Ranskan vallankumouksen sivistyselämästä. Suomentanut O. A. Kallio. Otava, 1903. – (Tieteen työmailta; 2.).
- Äänioikeusasia Ranskan vallankumouksen aikana. Kotka: Reino Drockila, 1903.
- M:me Rolands bref i urval öfversatta af Alma Söderhjelm. Helsinki: Helios, 1905.
- Jakobstads historia. Första delen, Pedersöre historia intill Jakobstads grundläggning. Helsingfors: Edlundska bokhandeln distribution, 1907 – 2. p. Jakobstads stad, 1974
- Jakobstads historia. Andra delen, Andra perioden: daningens tid 1721–1808. Helsingfors: Edlundska bokhandeln distribution, 1909 – 2. p. Jakobstads stad, 1974
- Brahestad 1649–1899. Helsinki: Akademiska bokhandeln, 1911
  - Raahen kaupunki 1649–1899. Helsinki: Akateeminen kirjakauppa, 1911
- Jakobstads historia. Tredje delen, Tredje perioden: utvecklingens tid 1808–1913. Helsingfors: Akademiska bokhandeln, 1914 – 2. p. Jakobstads stad, 1974
- Historiska essayer. 1, Napoleons syskon. Borgå: Schildt, 1916.
- Revolutionärer och emigranter. Schildt, 1918. – (Schildts 7 marks böcker; (10)). – (Historiska essayer; 2.).
- Vägen till friheten: historiskt skådespel i fyra akter. Schildt, 1919.
- Sverige och den franska revolutionen: bidrag till kännedom om Sveriges och Frankrikes inbördes förhållande i slutet av 1700-talet. 1, Gustav III:s tid. Söderström, 1920.
- Tjugu små dikter. Söderström, 1920.
- Det främmande ögat: utfall och infall. Söderström, 1921.
- Kärlekens väninna. Söderström, 1922.
- Den flygande holländaren: en episod. Söderström, 1923.
- Den franska revolutionen: en översikt. Natur och kultur, 1924. – (Natur och kultur; 32.)
- Den franska revolutionen: en översikt. Söderström, 1924. – (Natur och kultur; 35.)
- Sverige och den franska revolutionen: bidrag till kännedom om Sveriges och Frankrikes inbördes förhållande i slutet av 1700-talet. 2, Förmyndarregeringens tid 1792–1796. Söderström, 1924.
- Axel von Fersens dagbok. 1-4. delen. Julk. Alma Söderhjelm. Bonnier, 1925, 1926, 1928, 1936.
- Unga träd: roman. Bonnier, 1925.
- Elsbets och min hemlighet. Schildt, 1927.
- Den stora revolutionen. 1, Monarkiens tid. Söderström, 1927r.
- Min värld. 1-3. Bonnier, 1929-1931.
- Den stora revolutionen. 2, Republikens tid. Söderström, 1929.
- Fersen et Marie-Antoinette. Paris: Kra, 1930[5].
- Den franska revolutionen. Natur och kultur, 1930. – (Natur och kultur; 32.).
- Guldskrinet: roman. Stockholm: Schildt, 1930.
- Orätt men ingen synd: vardagskåserier. Bonnier, 1931.
- Mina sju magra år. Bonnier, 1932.
- Fem bröd och två fiskar: vardagskåserier. Bonnier, 1933.
- Kärlek och politik. Schildt, 1933.
- Marie-Antoinette et Barnave: correspondance secrète: (juillet 1791 – janvier 1792). Paris: Librairie Armand Colin, 1934[6].
- Marie Antoinettes stora hemlighet. Stockholm: Schildt, 1934.
- Prinsar och prinsessor av Corsika. Stockholm: Schildt, 1935.
- Av Bonaparternas ätt. Schildt, 1936.
- En bok om konsten att köpa. Gustaf Näsström, Karl Asplund & Alma Söderhjelm. Stockholms stads hantverksförening, 1937.
- Georg Carl von Döbeln. Schildt, 1937.
- Åbo tur och retur. Bonnier, 1938.
- Carl Johan: ett karaktärsporträtt. Bonnier, 1939.
- Råd till fruar och fröknar. Bonnier, 1939.
- Fem droppar i aftongroggen: presetbok till herrarna i kräftsäsongen. Bonnier, 1940.
- Finlands ära, skyldighet och vilja. Bonniers, 1940
- Korta komplimanger. Bonnier, 1941.
- Spel och verklighet: historiska essäer. Bonnier, 1941.
- Hur står det till?. Bonnier, 1943.
- Alma Söderhjelm ja Carl-Frederik Palmstierna: Oscar I. Bonniers, 1944.
- Gustaf III:s syskon: några spadtag i tidens lösa sand. Bonniers, 1945.
- Glöm din ålder av Alma Söderhjelm ym. Stockholm: Wahlström & Widstrand, 1946.
- Den lössläppta tungan: kåserier. Bonniers, 1947.